# ابوزکریا بونی
ابوزکریا، یحیی بن ابوبکر عماد بونی شهرت‌یافته به ابوزکریا بونی/البونی قاری برجستهٔ الجزایری در سدهٔ هشتم هجری/ چهاردهم میلادی از اهالی عنابه بود. به شرق سفر کرد و از شمس‌الدین ذهبی و محمد بن احمد الرقی (شیخِ قاریانِ دمشق) فراگرفت.